# Hydrangea xinfeniae
Hydrangea xinfeniae je biljna vrsta iz porodice hortenzijevki (Hydrangeaceae) otkrivena 2024. godine u kineskoj provinciji Sichuan.
Hydrangea xinfeniae otkrivena je u nacionalnom rezervatu prirode Huagaoxi u gradu Shuiwei, provinciji Sichuan. Raste na vlažnim tlima pod listopadnom šumom na nadmorskoj visini od 1200 – 1300 m. Trenutačno je poznata iz samo tri relativno male populacije tipskog lokaliteta, njegov status očuvanosti procjenjuje se kao Nedostatak podataka.

## Vanjske poveznice
- PhytoKeys